# Şämkir
Şämkir (armeniska: Şəmkir, till 1991 officiellt även ryska: Шамкир: Sjamkir, tidigare även tyska: Annenfeld) är en distriktshuvudort i Azerbajdzjan.   Den ligger i distriktet Şämkir rajon, i den västra delen av landet, 300 km väster om huvudstaden Baku. Şämkir ligger 462 meter över havet och antalet invånare är 35 421.
Terrängen runt Şämkir är platt åt nordost, men åt sydväst är den kuperad. Şämkir är det största samhället i trakten.
Trakten runt Şämkir består i huvudsak av gräsmarker. Runt Şämkir är det ganska tätbefolkat, med 108 invånare per kvadratkilometer.